# Иранский национализм
Иранский национализм (перс. ملی‌گرایی ایرانی‎) — светская идеология политических и общественных движений, а также отдельных граждан, определяющих свою национальную принадлежность как иранцы, основанная на любви к иранской культуре, иранским языкам и истории, а также чувстве гордости за Иран и иранский народ. В то время как национальное самосознание в Иране можно проследить на протяжении веков, иранский национализм получил распространение главным образом с XX века. Во многом близок к паниранизму, но не полностью синонимичен ему.
Во время правления династии Пехлеви (1925—1979) иранский национализм активно поддерживался правительством как альтернатива просоветским левым, прозападным либеральным и исламистским настроениям. После иранской революции 1979 года и установления Исламской Республике Иран иранский национализм лишился государственной поддержки и стал во многом идеологией оппозиционно настроенной по отношению к режиму аятолл части иранского общества. Всплеск национализма произошёл после студенческих протестов в Иране в июле 1999 года.

## История

### Происхождение
Идея Ирана как религиозной, культурной и этнической реальности восходит к концу VI в. до н. э. Как политическая идея, она впервые появилась в двадцатых годах III в. н. э. как неотъемлемая черта сасанидской пропаганды.
Иран III века был потрясён конфликтом между универсализмом и национализмом, который наиболее ярко проявился в религиозной и культурной сфере. Исход этого конфликта хорошо известен: манихейский универсализм уступил национализму зороастрийских магов. Иранская идентичность, которая до этого момента по существу состояла из культурного и религиозного характера, приобрела определённую политическую ценность, ставя Персию и персов в центр Эраншахра, иными словами, в центр государства. Эта идеология становилась всё более и более подчёркнутой в течение сасанидского периода, достигнув своего апогея в долгое правление Хосрова I (531—579). Конечно, экономические и социальные факторы способствовали победе более сильных классов в обществе, которое основывалось главным образом на сельском хозяйстве, а именно на классах аристократов-землевладельцев и воинов и магах (духовенстве).

### Шуубия
Иранская идентичность оказалась под угрозой после падения империи Сасанидов и завоевания Ирана арабами-мусульманами. Шуубия — отрицание исключительных прав арабов на господство в халифате и привилегированное положение в умме — во многом стала реакцией персидских мусульман на растущую арабизацию ислама в IX и X веках на территории современного Ирана. В первую очередь это касалось сохранения персидской культуры и защиты персидской идентичности. Некоторые из известных иранских деятелей шууби — Башшар ибн Бурд, Исмаил Нисаи, Зейад-э-Аджам, Хиссам ибн Ада, Абулхассан Али Мадаини, Абу Хатам Саджестани, Ибрахим ибн Мамшад и Абу Абдулла Мухаммед Марцбани. Многие считают поэтом-шууби и Фирдоуси.

### Иранское интермеццо
Термин «иранское интермеццо» (от итал. intermezzo — «промежуточный») представляет период в истории Ближнего Востока, когда в IX—XI веках к власти на Иранском нагорье пришли различные местные мусульманские династии иранского происхождения (персы, курды, дейлемиты). Этот период заслуживает внимания, поскольку был промежуточным звеном между упадком арабского правления и власти Аббасидов и появлением турок-сельджуков в XI веке. Иранское возрождение проявилось в возрождении иранского национального духа и культуры в исламской форме.

### Иранско-шиитская идентичность при Cефевидах
Основная статья: Сефевидское обращение Ирана в шиизм
Иран восстановил своё политическое единство и получил новую отчётливую религиозную идентичность при Сефевидах. Шиизм стал официальной государственной религией и отныне играл важную роль в этно-религиозной идентичности иранского народа. Кроме того, подъём империи Сефевидов совпал с подъёмом соседних государств, Османской империи в Западной Азии и Северной Африке (и, что наиболее важно, на протяжении веков являвшейся главным геополитическим и идеологическим соперником Ирана), империи Моголов в Индии и Бухарского ханства в Средней Азии, придерживающихся суннизма. Формирование этих политических образований помогло сформировать отчётливую иранско-шиитскую политическую идентичность. Это также помогло расширить гегемонию персидского языка в большей части исламского мира. Персидская литература, кроме Ирана и подконтрольных ему территорий, простирающихся от Северного Кавказа до Персидского залива, распространилась на Анатолии, Среднюю Азию и Индийский субконтинент.

### Эпоха Каджаров
В конце XVIII в истории Ирана начинается эпохи Каджаров, на которую и пришлось начало современного иранского национализма. Современное иранское национальное движение началось в конце XIX века. Иранский национализм по своей сути стал реакцией на европейский колониализм XIX века в регионе, что привело к потере владений Каджаров на Кавказе. В течение XIX века, проиграв две русско-персидские войны (1804—1813 и 1826—1828), Иран был вынужден безвозвратно уступить имперской России ранее захваченные им территории на Северном и Южном Кавказе, включая нынешнюю Грузию, Дагестан, Азербайджан и Армению. Эти территории на протяжении веков составляли часть концепции Ирана вплоть до их утраты.
Первоначальные цели иранских националистов, например, ликвидация феодальной системы землевладения, борьба с неэффективностью и коррупцией правительства, а также массовое распределение иранских ресурсов иностранцам, совпадали с целями модернизаторов, сторонников прозападной модернизации Ирана, что сделало их союзниками.
Одним из основных и наиболее заметных предшественников агрессивного иранского национализма эпохи Каджаров был Мирза Фатали Ахундов.

### Современный национализм
Истоки современного иранского национализма восходит к первому десятилетию XX века, когда почти бескровная конституционная революция привела к созданию первого в истории Ирана парламента. Важную роль в формировании иранского национализма сыграл Реза-шах Пехлеви, ставший в 1925 году 34-м шахом Ирана. Новый шах и его правительство активно поддерживали иранский национализм в рамках политики модернизации, а также как альтернативу просоветским левым, прозападным либеральным и исламистским настроениям. Пехлеви старался придать национальной идее отчётливо светский характер, тем самым уменьшая влияние ислама на иранское общество. Интегрируя европейскую правовую политику вместо исламских судов, Реза-шах пытался восстановить доверие иранцев к государственной бюрократии и способствовал сильному чувству иранского национализма. Кроме того, Реза-шах, стремясь модернизировать Иран и уменьшить влияние мулл, пытался изменить названия городов, чтобы почтить доисламских персидских правителей и мифологических героев. Таким образом, династия Пехлеви изо всех сил старалась наполнить страну формой светского национализма, что в конечном итоге вело к конфликту с духовенством. Иранский национализм был решающей силой в движении 1951 года по национализации нефтяных богатств Ирана.
Активно использовал иранский национализм и Мохаммед Мосаддык, дважды в начале 1950-х годов занимавший пост премьер-министра Ирана и пытавшийся проводить прогрессивные реформы. В 1951 году Мосаддык добился национализации иранской нефтяной промышленности. Произошёл конфликт Ирана с Великобританией и США. Мосаддык выслал всех английских специалистов и советников, а затем в октябре 1952 года разорвал с Великобританией дипломатические отношения. Реформы Мосаддыка затронули и сельское хозяйство, в частности была упразднена старая феодальная система в деревне. В ответ США и Великобритания объявили бойкот иранской нефти, что в конечном итоге привело к трудностям в иранской экономике, и начали готовить переворот в стране. 4 апреля 1953 года директор ЦРУ выделил 1 миллион долларов на свержение Мосаддыка. В Иране тем временем начали сносить памятники шаху, шах бежал из страны сначала в Багдад, а затем в Рим. 19 августа Мосаддык был свергнут, к власти пришёл генерал Фазлолла Захеди, который вернул нефтяные концессии США и Великобритании и восстановил с ними дипломатические отношения. Руководствуясь помощью США, Реза-шах восстановил контроль над страной и использовал повышенные цены на газ для расширения модернизации в Иране.
Иранский националистический дискурс часто фокусируется на доисламской истории Ирана. В XX веке на различные аспекты этого романтического национализма ссылались как монархия Пехлеви, которая использовала такие названия, как Āryamehr («рус. Свет арийцев»), так и некоторые лидеры Исламской Республики, последовавшие за ней.

## Националистические партии Ирана

### Действующие
- Паниранистская партия — образована в 1941 году. Не зарегистрирована и технически запрещена, однако продолжает действовать[20]. Ультраправые; паниранизм, ультранационализм, шовинизм, ирредентизм, экспансионизм.
- Иранская партия[англ.] — организована в 1942 году. В 1949 году стала «костяком Национального фронта», ведущей организации иранских националистов, созданной Мохаммедом Мосаддыком. Входила в правительство Мосаддыка. Запрещена в 1957 году. Позднее несколько раз возрождалась и вновь запрещалась, большой роли на иранской политической сцене не играла. Левый центр; социализм, социал-демократия, демократический социализм, иранский национализм, либеральный социализм, либеральный национализм.
- Национальный фронт Ирана — основана в 1949 году Мохаммедом Мосаддыком и другими светскими лидерами националистической, либеральной или социал-демократической политической ориентации. Несколько лет находился при власти, но после путча 1953 года утратил её и продолжил свою деятельность в оппозиции. Во время иранской революции поддержал установление Исламской Республики[21]. Запрещён в июле 1981 года, и хотя официально является незаконной, всё ещё действует[22]. Центр; иранский национализм, гражданский национализм, секулярный либерализм[англ.], либеральная демократия, социал-демократия.
- Партия иранского народа[англ.] (1949) — создана в результате раскола Иранской партии в рамках Национального фронта и «Движения национального сопротивления». Партия основывалась на исламско-социалистической и иранской-националистической платформах, выступала за республиканский строй и в поддержку Мохаммеда Мосаддыка.
- Партия иранской нации[англ.] — создана в 1951 году в результате раскола Паниранистской партии, до революции была членом Национального фронта. Не зарегистрирована и технически запрещена, однако продолжает действовать[23]. Правые; иранский национализм, паниранизм, секуляризм.
- Иранское движение за свободу[англ.] — организовано в 1961 году. Иранский национализм, исламская демократия, исламский либерализм, либеральная демократия, конституционализм.
- Партия славных рубежей[англ.] — создана в 1998 году группой светских националистических писателей и журналистов. В качестве названия взята первая строчка из песни «О Иран!». Национализм, секуляризм, либеральная демократия. Штаб-квартира в Лос-Анжелесе.
- Национальный совет религиозных активистов Ирана[англ.] — образован в 2000 году. Позиционируется как «ненасильственная, религиозная полуоппозиция», в которую входят представители преимущественно среднего класса, интеллектуалов, представители технических профессий, студентов и технократов. Левый центр; религиозный национализм, иранский национализм, постисламизм, умеренные мусульмане, исламская демократия, социал-демократия, республиканизм, ненасилие.

### Исторические
- Партия единства и прогресса[англ.] — основана в 1908 году. Социализм, национализм. Была союзником Умереной партии.
- Общество за прогресс Ирана[англ.] (1909—1911) — представляла интересы Южного Ирана. Прогрессивизм, либерализм, иранский национализм, конституционализм, антиимпериализм. Была союзником Умереной партии.
- Партия модернизации[англ.] или Партия Возрождения (1920—1927) — создана молодыми реформистами с западным образованием во главе с бывшими деятелями Демократической партии. Поддерживала Реза Пехлеви и помогла ему стать новым шахом Ирана. В первой половине 1920-х одна из четырёх ведущих парламентских партий. Прогрессивизм, либерализм, национализм, реформизм, секуляризм.
- Иране новин (Партия Нового Ирана) (1963—1975) — учреждена на базе Партии Меллиюн в качестве новой правящей партии управляемой двухпартийной системы. Являлась фактически государственной партией, инструментом политики шаха Пехлеви, проводила курс Белой революции. Во главе партии стояли премьер-министры Ирана Хасан Али Мансур и Амир Аббас Ховейда. В 1975 году объединилась с партией Мардом в структуру однопартийной системы Растахиз. Конституционный монархизм, национализм, секуляризм, антикоммунизм.
- Прогрессивная партия[англ.] или Партия прогресса (1927—1932) — создана как проправительственная и прошахская в 1927 году А. Теймурташем взамен мертворождённой Новой партии по образцу партии Муссолини и партии Ататюрка. Распущена в 1932 году после падения Теймурташа по обвинению в республиканизме. Фашизм, монархизм, иранский национализм, секуляризм.
- Партия «Родина»[англ.], она же Национальная партия или Патриотическая партия (1940-е) — создана в результате объединения трёх партий: Боевой, Независимости и Патриотов. Пользовалась влиянием на западе Ирана благодаря своему лидеру Кариму Санджаби, который происходил из курдской знати. Слилась с Иранской партией. Иранский национализм.
- Партия справедливости[англ.] (1941—1946) — создана группой интеллектуалов во главе с Али Дашти с целью противодействия коммунистам (Туде). Выступали за конституционную монархию в Иране и проведение реформ административной, правовой и образовательной систем. Правый центр; национализм, монархизм, реформизм, антикоммунизм.
- Голубая партия[англ.] (1942—1953). Фашистская, германофильская, пронацистская партия. Крайне правые; ультранационализм, антикоммунизм.
- Партия народной воли[англ.] (1943—1951) — создана как партия «Отечество», переименована в 1944 году. Антикоммунистическая партия англофилов во главе с Зияэддином Табатабаи. Играла важную роль в антикоммунистической деятельности. В феврале 1946 года ключевые члены партии были арестованы премьер-министром Ахмадом Кавамом. Возрождена в сентябре 1951 года, чтобы противостоять Мохаммеду Мосаддыку и движению за национализацию нефтяной промышленности, но просуществовала всего два месяца.
- Движение социалистов поклоняющихся Богу[англ.] (1943—1960) — создана как Лига патриотических мусульман в результате объединения кружков старшеклассников и студентов. Одна из шести первоначальных организаций-членов Национального фронта. Действовала подпольно. Раскололась в 1947 году из-за разногласий по поводу участия в выборах в Меджлис и превращения движения в полноценную политическую партию. Исламизм, социализм, национализм.
- Демократическая партия Ирана[англ.] (1946—1948) — партия старого каджарского дворянства и радикально-антибританских интеллектуалов, основанная премьер-министром Ахмадом Кавамом. Провозгласила себя наследницей Демократической партии каджарского Ирана. После отставки Кавама распалась. «Третий путь», национализм, реформизм.
- Арийская партия[англ.] (1946—1953) — прошахская, финансируемая шахским двором, была известна как про-британской ориентацией и антикоммунистическими взглядами. При партии действовало военное крыло, тесно связанное с офицерами Иранской шахской армии. многие из которых являлись членами партии. Участвовала в перевороте 1953 года.
- Партия Меллиюн, она же Партия миллионов (1957—1963) — основана 37-м премьер-министром Манучехром Эгбалом по указанию шаха Мохаммеда Реза Пехлеви о создании двухпартийной системы. Лидер — Манучехр Эгбал. Противостояла либеральной партии Мардом. Название партии было преднамеренно выбрано таким образом, чтобы сбить с толку общественность, поскольку термин «Меллиюн» (букв. «Националисты») использовалось для обозначения членов оппозиционного Национального фронта и других последователей Мохаммеда Мосаддыка. Монархизм, национал-консерватизм, антикоммунизм.
- Общество иранских социалистов[англ.] (1960—1982) — основана активистами партии «Третья сила» и рядом радикальных националистов, большинство из которых были склонны к социал-демократии, а некоторые к исламскому социализму. Была одним из основателей Второго Национального фронта (II), образовав крайне левое крыло фронта. После иранской революции присоединилось к НДФ[англ.]. Официально присоединилось к Социалистическому Интернационалу после его учреждения. Левые; социализм, социал-демократия, иранский национализм, левый национализм.
- Освободительное движение народа Ирана[англ.] (JAMA; 1964—1988) — основана Каземом Сами[англ.] и Хабиболлой Пейманом[англ.] после раскола Партии иранского народа. Летом 1965 года перешла в подполье. В 1977 году раскололась. Пейман основал Движение воинствующих мусульман[англ.], Сами возродил организацию с той же аббревиатурой, но на этот раз обозначавшую «Революционное движение мусульманского народа Ирана». Исламский социализм, иранский национализм.
- Партия Ирана[англ.] (1970—1975) — небольшая партия времён управляемой двухпартийной системы, созданная в результате раскола Паниранистский партии. Имела одно место в 23-м Меджлисе (1971—1975). В руководстве доминировали интеллектуалы и университетские профессора. Национализм и антикоммунизм.
- Растахиз (Партия возрождения иранской нации) (1975—1979) — создана в решением шаха Пехлеви под руководством премьера Ховейды. Являлась партией власти, правящей структурой однопартийной системы. Авторитарными методами проводила шахскую политику на последнем этапе Белой революции. Распущена во время Исламской революции. Монархизм, национализм, секуляризм, антикоммунизм.